# Шкатов, Иван Васильевич
Ива́н Васи́льевич Шка́тов (1918—1944) — Герой Советского Союза, участник Великой Отечественной войны, командир взвода 490-го стрелкового полка (192-я стрелковая дивизия, 39-я армия, 3-й Белорусский фронт), лейтенант.

## Биография
И. В. Шкатов родился 5 декабря 1918 года в селе Таволжанка (ныне часть города Грязи Грязинского района Липецкой области). Русский.
Окончил 7 классов. Работал секретарём сельсовета.
В 1938 году призван в ряды Красной Армии Грязинским РВК Воронежской области. После начала Великой Отечественной войны Шкатов был направлен на офицерские курсы, после окончания которых в мае 1944 года был направлен на фронт. В качестве командира стрелкового взвода воевал в составе 490-го стрелкового полка 192-й стрелковой Оршанской Краснознамённой дивизии 39-й армии 3-го Белорусского фронта.
В середине октября 1944 года в районе литовского города Кудиркос-Науместис лейтенант Шкатов получил приказ командира 490-го стрелкового полка. Ему надлежало силами взвода форсировать реку Шешупе, захватить плацдарм и удерживать его до подхода основных сил 192-й стрелковой дивизии. Во время переправы немцы заметили десант и открыли шквальный огонь. До берега добрались всего 12 человек. 16 октября на горстку бойцов немцы обрушили сильнейший минометный огонь, а затем пошли в атаку.
В течение многих часов малочисленная группа бойцов отражала яростные атаки 150 немцев. Лейтенант Шкатов несколько раз был ранен, но не выпускал из рук автомата и гранат. В критический момент боя он поднял оставшихся в живых в штыковую атаку. В этом бою Иван Шкатов погиб смертью героя, но задание командования было выполнено. За этот подвиг указом Президиума Верховного Совета СССР от 24 марта 1945 года лейтенанту Шкатову посмертно было присвоено звание Героя Советского Союза.
Отдавая дань подвигу отважного командира взвода, в наградном листе Шкатова командующий войсками 3-го Белорусского фронта генерал армии Иван Данилович Черняховский написал: «Достоин высшей правительственной награды — звания Герой Советского Союза».
Первичное место захоронения — Литовская ССР, Шакяйский уезд, деревня Глобеле, западнее, 200 м. На могиле Героя в литовском городе Кудиркос-Науместис воздвигнут обелиск.

## Память
- 5 мая 1965 года в Липецке Шахтёрская улица была переименована в улицу Шкатова. Улица Шкатова есть также и в городе Грязи.
- Имя Шкатова присвоено средней школе № 27 Липецка.
- В 2007 году в городе Грязи Липецкой области на доме № 10 по улице Тельмана, где родился и вырос Герой Советского Союза И. В. Шкатов, установлена мемориальная доска.